# 時津英裕
時津 英裕（ときつ ひでひろ、1962年 - ）は、日本のヴァイオリニストである。佐賀県唐津市出身。

## プロフィール
- 3歳よりヴァイオリンを始め、井手邦博に師事。
- 11歳より岸辺百百雄に師事。
- 1979年、全日本学生音楽コンクール西部第1位。
- 1986年、桐朋学園大学ディプロマコースに入学し、江藤俊哉に師事。
- 1988年、渡欧し、ピエール・アモイヤルおよびジャン＝ジャック・カントロフに師事[1]。
- 1989年、コルンゴルト　ヴァイオリン協奏曲を日本初演[2]。
- 2006年、白寿ホールにてコルンゴルト 組曲『空騒ぎ』改訂版(特別版)を舞台世界初演。(ピアノ：藤原由紀乃)[3]